# Coccomyces sinensis
Coccomyces sinensis är en svampart som beskrevs av Y.R. Lin & Z.Z. Li 2001. Coccomyces sinensis ingår i släktet Coccomyces och familjen Rhytismataceae.   Inga underarter finns listade i Catalogue of Life.